# Aeroportul Majoor Henk Fernandes
Aeroportul Majoor Henk Fernandes (IATA: ICK, ICAO: SMNI) este un aeroport din Nieuw Nickerie, Nieuw Nickerie Ressort⁠(d), Nickerie, Surinam ce deservește zona Nieuw Nickerie.
Situat la o altitudine de 3 m, aeroportul dispune de o singură pistă. Este operat de Luchtvaartdienst⁠(d).